# Śluza Kapuściska
Śluza Kapuściska – niezachowana śluza na rzece Brdzie w Bydgoszczy.
Była drugą śluzą na drodze wodnej Wisła–Odra. Istniała w latach 1879–1910.

## Lokalizacja
Śluza znajdowała się na rzece Brdzie na wysokości obecnego zakładu „Telefonika Kable” w Bydgoszczy.

## Historia
Śluza została oddana do użytku w 1879 r. podczas kanalizacji odcinka Brdy w obrębie Bydgoszczy, kiedy to dla usprawnienia transportu rzecznego wyprostowano w kilku miejscach koryto rzeki, tworząc w ten sposób wyspy w okolicy kartodromu i przy ul. Spornej (drugi most na Spornej został zasypany w latach 60. XX wieku). Odcinek ten uruchomiono dla żeglugi 30 kwietnia 1879 r. Śluza dzieliła Brdę na dwie części: portową i miejską. Była ona elementem stopnia wodnego „Kapuściska”, w którego skład wchodził również jaz iglicowy.
W latach 80. XIX wieku miejscowi przemysłowcy zaczęli domagać się od rządu pruskiego powiększenia portu w Brdyujściu, aby mógł on służyć nie tylko jako składowisko tratw, ale również zimowisko dla statków. Wymagało to podpiętrzenia wód na ujściowym odcinku Brdy. 
Prace wykonano w latach 1902–1907. Polegały one na budowie jazu walcowego o wyższym piętrzeniu oraz likwidacji niepotrzebnego już stopnia wodnego „Kapuściska”. Śluzę wyłączono z eksploatacji w 1905 r., ale istniała ona jeszcze do 1910 r., kiedy ją ostatecznie usunięto, aby nie przeszkadzała w żegludze na Brdzie.
Po dawnej śluzie i jazie „Kapuściska” pozostało poszerzone koryto rzeczne na zapleczu zakładów „Telefonika–Kable”. Na południowym brzegu Brdy widoczne są pozostałości po mechanizmie jazu iglicowo-kozłowego oraz masywne granitowe płyty południowego przyczółka  jazu. Do połowy lat 90. znajdowały się tam jeszcze stalowe urządzenia techniczne, służące do obsługi jazu. Największym elementem widocznym w terenie są granitowe płyty będące zwieńczeniem północnej strony komory śluzy. W płytach widoczne są metalowe elementy zapory oraz fragment drabinki stalowej wystającej powyżej poziomu rzeki, służącej do zejścia do komory. Zachowały się też zalewane fragmenty schodów w kierunku awanportu górnego oraz wyżłobione w granitowej płycie okrągłe miejsce w głowie śluzy, w którym mieściły się masywne zawiasy dwuskrzydłowych wrót górnych.

## Charakterystyka
Śluza „Kapuściska” była pojedynczą śluzą komorową o konstrukcji murowanej. Miała 56 m długości i 10,5 m szerokości. Różnica poziomów – 1,87 m. Posiadała stalowe wrota dwuskrzydłowe o ręcznym napędzie. Obsługiwana była przez śluzowego, który mieszkał w pobliskim, zachowanym do dzisiaj dwupiętrowym domu z czerwonej cegły przykrytym skośnym dachem (ul. Fordońska 152a).